# بشمن (تشهار فريضة)
بشمن (بالفارسية: بشمن) هي قرية تقع في إيران في البلدة المركزية. يقدر عدد سكانها بـ 1,405 نسمة .